# Arosio (Italie)
Pour les articles homonymes, voir Arosio.
Arosio est une commune de la province de Côme dans la région Lombardie en Italie.

## Administration
| Période                                  | Période  | Identité      | Étiquette | Qualité |
| ---------------------------------------- | -------- | ------------- | --------- | ------- |
| 14 juin 2004                             | En cours | Antonio Pozzi |           |         |
| Les données manquantes sont à compléter. |          |               |           |         |

### Communes limitrophes
Carugo, Giussano, Inverigo